# Benyamin Sueb
Benyamin Sueb (5 de marzo de 1939 † 5 de septiembre de 1995), fue un actor, comediante y cantante indonesio. Ha producido 75 copias de álbumes discográficos y ha participado en 35 películas.

## Discografía

### Síngles
1. Kancil Kesasar/Kue Onde (Mesra Records)
2. Si Jampang (Melodi Record)
3. Oom Senang (Mesra Record)
4. Brang Breng Brong (Diamond Record)
5. Jangkrik Genggong (Mutiara Record)
6. Apollo (Indah Records)
7. Tukang Tuak (Undah Records)
8. Nonton Pecoen (Remaco)
9. Keluarga Gila (Remaco)
10. Tukang Sado (Remaco)
11. Tukang Becak (Remaco)
12. Terus Turun (Remaco)
13. Steambath (Remaco)
14. Dul-Dul Tjak (Mutiara Records)
15. Patjaran (Indah Records)
16. Ngupi (Remaco)
17. Nyari Kutu (Indah Records)
18. Tukang Loak (Indah Records)
19. Ngibing (J&B)
20. Maredel (Remaco)
21. Mak Minta Makan Mak (Remaco)
22. Anak Sekarang (Remaco)
23. Blues Kejepit Pintu (Remaco)
24. Bul Bul Efendi (Irama Tara)
25. Kicir-Kicir (Remaco)
26. Asal Nguap (Indah Records)
27. Makan (Remaco)
28. Main Congklak (Irama Tara)
29. Ketemu Bayi Tabung (Irama Tara)
30. Soraya (Fila Records)
31. Telepon Cinta (Insan Record/RCA)
32. Martabak (Insan Record)
33. Ngibing Betawi (Varia Nada Utama)
34. Cintaku Berat di Ongkos (Virgo Ramayana Records)
35. Assoy (Ben's Records)
36. Duit (Mutiara Records)
37. Bayi Tabung (Insan Records)
38. Mat Codet (Irama Asia)
39. Tua-Tua Komersiel (Gesit Records)
40. Saya Bilang (Abadi Records)
41. Telepon Umum (Purnama Records)
42. Belajar Membaca (Irama Asia)
43. Nostalgila (Asia Records)
44. Sang Kodok (BBB)
45. Biang Kerok Bersama Al Haj (Virgo Ramayana/Ben's Records)

### Duetos
1. Indehoy feat Rossy (Mesra Records)
2. Tukang Solder feat Rossy (Diamond Records)
3. Es Tape feat Rossy (Indah Records)
4. Tukang Loak feat Lilis Suryani (Remaco)
5. Ngelamar feat Rita Zahara (Indah Records)
6. Tukang Duren feat Rita Zahara (Indah Records)
7. Tukang Kridit feat Ida Royani (Indah Records)
8. Siapa Punya feat Ida Royani (Indah Records)
9. Begini Begitu feat Ida Royani (Indah Records)
10. Tukang Delman feat Ida Royani (Indah Records)
11. Si Mirah Jande Marunde feat Ida Royani (Indah Records)
12. Yang Paling Enak feat Ida Royani (Dian Records)
13. Dunia Terbalik feat Ida Royani (Dian Records)
14. Anak Bapak feat Ida Royani (Remaco)
15. Di Sini Aje feat Ida Royani (Remaco)
16. Item Manis feat Ida Royani (Remaco)
17. Tukang Tape feat Ida Royani (Irama Mas)
18. Perkutut feat Ida Royani (Remaco)
19. Lampu Merah feat Ida Royani (Remaco)
20. Lampu Merah II feat Ida Royani (Remaco)
21. Cinta tak Terbatas feat Ida Royani (Remaco)
22. Aturan Asyik feat Ida Royani (Remaco)
23. Ketemu Lagi feat Ida Royani (Remaco)
24. Jampang and His Wife feat Inneke Kusumawati (Remaco)
25. Janda Kembang feat Inneke Kusumawati (Remaco)
26. Semut Jepang feat Inneke Kusumawati (Remaco)
27. Monyet Nangkring feat Inneke Kusumawati (Remaco)
28. Dokter feat Inneke Kusumawati (Mutiara)
29. Mancing Lindung feat Herlina Effendy (Remaco)
30. Cong-Cong Balicong feat Herlina Effendy (Remaco)
31. Muhammad Ali feat Herlina Effendy (Remaco)
32. Sumur Pompa feat Herlina Effendy (Remaco)
33. Raport Merah feat Herlina Effendy (Remaco)
34. Apanya Dong feat Euis Darliah (DD Records)
35. Apanya Dong II feat Euis Darliah (DD Records)
36. Dicoba Dong feat Euis Darliah (DD Records)
37. Tukang Sate feat Beno Benyamin (Remaco)

### Comedia
1. Warung Jakarte (ABC Records)
2. Bergurau dan Bernyanyi with Eddy Sud (Purnama Records)
3. Paling Enak with Eddy Sud (Purnama Records)
4. Sepak Bola with Eddy Sud (Purnama Records)
5. Gepeng Menantu Benyamin with Srimulat (Pratama Records)

### Grabaciones
1. Akhir Sebuah Impian (Musica Studios)
2. Koboi Ngungsi (Remaco)

### Compilaciones
1. Parade 68 (Mesra Records)
2. Tak Mau Dimadu (Remaco)
3. Dunia Masih Lebar (Remaco)
4. Ke Pantai Florida (Mutiara)
5. Kompal Kampil (Remaco)
6. Pijitin (Remaco)
7. Artis JK Records (JK Records)
8. In Memoriam Benyamin S (Musica Studio)
9. Juki (Musica Studios)

## Filmografía
1970
- Honey Money and Jakarta Fair

1971
- Dunia Belum Kiamat (Nya' Abbas Akup)
- Hostess Anita (Matnoor Tindaun)
- Brandal-brandal Metropolitan
- Banteng Betawi (Nawi Ismail)

1972
- Bing Slamet Setan Jalanan (Hasmanan)
- Angkara Murka (Chaidir Rachman)
- Intan Berduri (Turino Djunaidy)
- Biang Kerok (Nawi Ismail)

1973
- Si Doel Anak Betawi (Sjumandjaja)
- Akhir Sebuah Impian (Turino Djunaidy)
- Jimat Benyamin (Bay Isbahi)
- Biang Kerok Beruntung (Nawi Ismail)
- Percintaan (Pietrajaya Burnama)
- Cukong Bloon (C.C. Hardy)
- Ambisi (film)|Ambisi (Nya' Abbas Acup)
- Benyamin Brengsek (Nawi Ismail)
- Si Rano (Motinggo Busye)
- Bapak Kawin Lagi (Lilik Sudjio)

1974
- Musuh Bebuyutan (Benyamin Sueb)
- Ratu Amplop (Nawi Ismail)
- Benyamin Si Abu Nawas (Fritz G. Schad)
- Benyamin Spion 025 (Tjut Jalil)
- Tarzan Kota (Lilik Sudjio)
- Drakula Mantu (Nya' Abbas Acup)

1975
- Buaya Gile (Syamsul Fuad)
- Benyamin Tukang Ngibul (Nawi Ismail)
- Setan Kuburan (Daeng Harris)
- Benyamin Koboi Ngungsi (Nawi Ismail)
- Benyamin Raja Lenong (Syamsul Fuad)
- Traktor Benyamin (Lilik Sudjio)
- Samson Betawi (Nawi Ismail)

1976
- Zorro Kemayoran (Lilik Sudjio)
- Hipies Lokal (Benjamin Sueb)
- Si Doel Anak Modern (Sjumandjaja)
- Tiga Jango (Nawi Ismail)
- Benyamin Jatuh Cinta (Syamsul Fuad)
- Tarzan Pensiunan (Lilik Sudjio)
- Pinangan

1977
- Sorga (film)|Sorga (Turino Djunaid])
- Raja Copet (Syamsul Fuad)
- Tuan, Nyonya dan Pelayan (Nawi Ismail)
- Selangit Mesra (Turino Djunaidy)

1978
- Duyung Ajaib (Benyamin Sueb)
- Dukun Kota (Syamsul Fuad)
- Betty Bencong Slebor (Benyamin Sueb)
- Bersemi Di Lembah Tidar (Franky Rorimpandey)

1981
- Musang Berjanggut (Pietrajaya Burnama)

1983
- Tante Girang
- Sama Gilanya (Nawi Ismail)

1984
- Dunia Makin Tua / Asal Tahu Saja

1988
- Koboi Insyaf / Komedi lawak '88 (Syamsul Fuad)

1992
- Kabayan Saba Kota

## TV Program
- Benjamin Show TPI (1993-1995)
- Glamor TVRI (1994-1995)

## Cine electrónico (Sinetron)

### 1994
- Mat Beken

### 1995
- Si Doel Anak Sekolahan
- Begaya FM